# Litsea pseudoelongata
Litsea pseudoelongata H. Liu – gatunek rośliny z rodziny wawrzynowatych (Lauraceae Juss.). Występuje naturalnie w południowych Chinach (w południowej części prowincji Guangdong, a także w regionie autonomicznym Kuangsi) oraz na wyspie Tajwan. 

## Morfologia
PokrójZimozielone drzewo dorastające do 10 m wysokości. Gałęzie są owłosione.
LiścieNaprzemianległe. Mają równowąski kształt. Mierzą 7–12 cm długości oraz 1–2,5 cm szerokości. Nasada liścia jest ostrokątna. Blaszka liściowa jest o tępym wierzchołku. Ogonek liściowy jest owłosiony i dorasta do 5–9 mm długości.
KwiatySą niepozorne, jednopłciowe, zebrane po 4 w baldachy, rozwijają się w kątach pędów. Okwiat jest zbudowany z 4–8 listków o kształcie od owalnego do eliptycznego. Kwiaty męskie mają 9 owłosionych pręcików.
OwoceMają jajowaty kształt, osiągają 10 mm długości i 7–8 mm szerokości.

## Biologia i ekologia
Roślina dwupienna. Rośnie w lasach oraz zaroślach. Występuje na wysokości od 600 do 2400 m n.p.m. Kwitnie od maja do czerwca, natomiast owoce dojrzewają od października do grudnia.